# Aphodius irregularis
Aphodius irregularis är en skalbaggsart som beskrevs av John Obadiah Westwood 1839. Aphodius irregularis ingår i släktet Aphodius och familjen Aphodiidae. Inga underarter finns listade i Catalogue of Life.